# PowerBook 145
Le PowerBook 145 était une évolution de l'ordinateur portable PowerBook 140 d'Apple qu'il remplaça. Sa seule différence était un microprocesseur Motorola 68030 plus puissant cadencé à 25 MHz contre 16 MHz pour le PowerBook 140.
Il fut remplacé en juin 1993 par le PowerBook 145B dont les seules différences étaient son prix fortement diminué (1 300 $ contre 2 150 $ avant) et 2 Mo de mémoire vive de plus sur la carte mère.